# Gotthard Christoph Müller
Gotthard Christoph Müller (auch: Gerhard Christoph Müller und Gerhard Christoph Mueller; * 1740 in Hannover; † 1803 in Göttingen) war ein deutscher Kupferstecher, Architekt, Kriegswissenschaftler, Mathematiker, Ingenieur-Offizier und Topograph.

## Leben
Gotthard Christoph Müller war ein kurhannoverscher Ingenieur-Offizier und unter Georg Josua du Plat Topograph bei der kurhannoverschen Landesaufnahme. 1783 wurde er zum Hauptmann befördert.
Gotthard Christoph Müller heiratete 1773 Charlotte Luise Magdalene Bischof (1754–1776). Nach dem Tod seiner ersten Ehefrau vermählte er sich noch im selben Jahr mit Clara Dorothea Bünemann (1752–1788), mit der er die beiden Söhne Karl Friedrich August Müller (1777–1837) und Ferdinand Müller (* 1781) hatte.
Bereits in den 1770er Jahren war Müller Mitglied verschiedener hannoverscher Freimaurerlogen; nach der Loge zum Schwarzen Bär trat er der Loge zur Ceder bei.
1776 und 1779 legte Müller Architektur-Entwürfe für das Vergnügungslokal Vauxhall in Hannover vor.

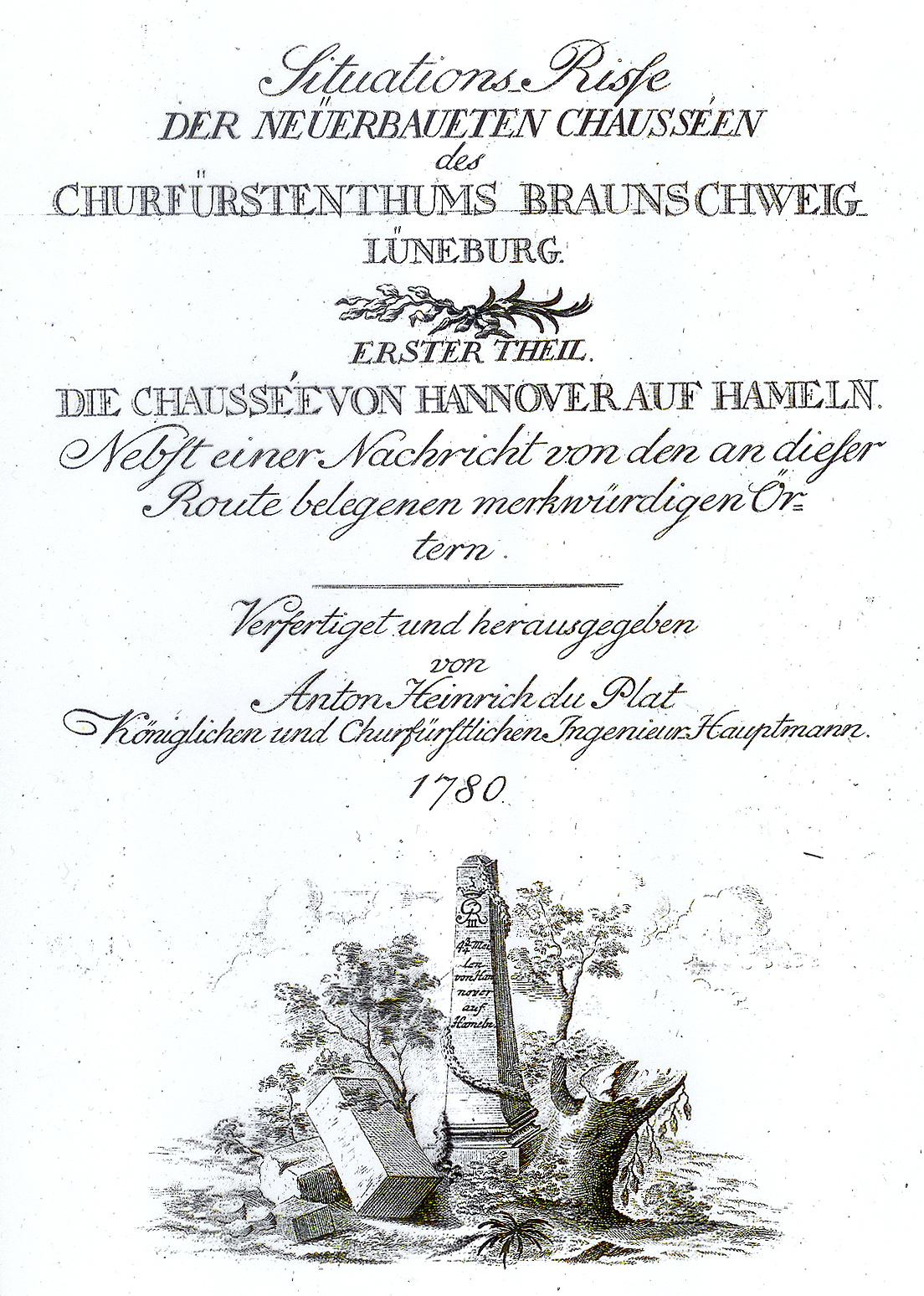
1780 veröffentlichter Kupferstich mit dem Monogramm GR III von König Georg III. auf dem 4 3/4 Meilenstein der Chaussee von Hannover nach Hameln

Anlässlich des Baus der Chaussee von Hannover nach Hameln durch Anton Heinrich du Plat wurde der erste Band der Situations-Risse der Neüerbaueten Chausséen des Churfürstenthms Braunschweig Lüneburg herausgegeben; „der Griffel dieses angehenden Kupferstechers“ steuerte die illustrierenden Kupferstiche zu diesem Gemeinschaftswerk bei.

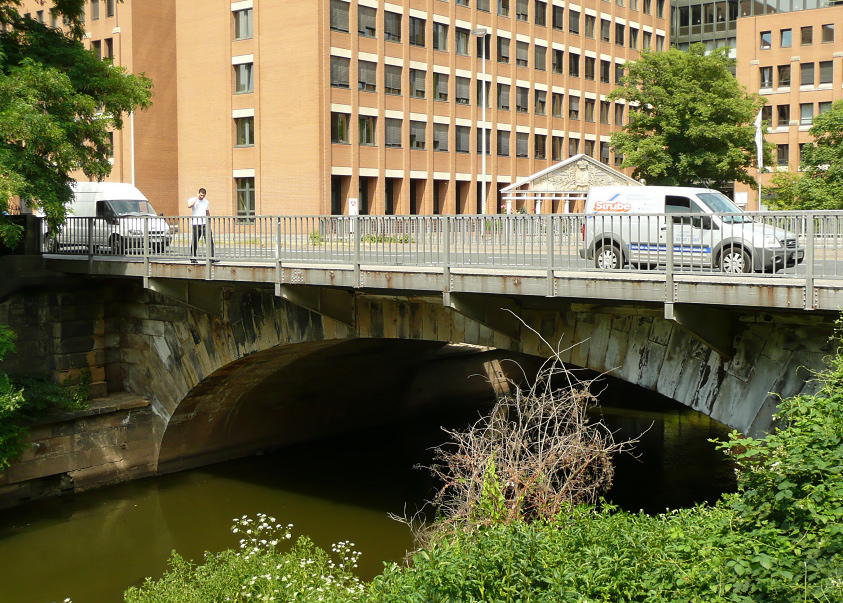
Die ab 1781 erbaute Clevertorbrücke über die Leine in der Calenberger Neustadt

Am 11. September 1781 erhielt Müller als Ingenieur den Rang eines „Capitaines“ im Königlich Großbritannischen und Kurfürstlich Braunschweig-Lüneburgischen Staatsdienst. Um 1781 sorgte er als Ingenieurhauptmann für den Bau einer einbogigen Steinbrücke über die Leine beim Clevertor in Hannover; die Clevertorbrücke war mit einer Spannweite von knapp 19 Metern die größte Brücke, die den Fluss mit nur einem Bogen überspannte, und ist nach wie vor in Gebrauch.
In den Jahren von 1782 bis 1783 legte Ingenieurkapitän Müller die Landesherrliche Stückgießerei neben dem neu erbauten Steintor an, die er ebenso wie die Stückgießerei in Stockholm nach dem Vorbild der Einrichtung im englischen Woolwich erbaute. Die hannoversche Geschützgießerei wurde später in die Artilleriekaserne umgewandelt.
1786 begann Hauptmann Müller ein „Georgstraßenproject“. Ab 1788 wurde an der Georgstraße am Steintor nach Plänen von Müller ein neues Anatomiegebäude errichtet.
1790 wurde Müller öffentlicher Lehrer der Mathematik und Militärwissenschaften an der Universität Göttingen. 1791 besuchte er das Fach Experimentalphysik bei Georg Christoph Lichtenberg, wurde im selben Jahr Major und 1798 Oberleutnant. Er war Mitglied der Clausthaler Sozietät der Bergbaukunde. Müller studierte im Wintersemester 1791/92 Experimentalphysik bei Georg Christoph Lichtenberg.
Müller war Mitglied der Sozietät der Bergbaukunde in Clausthal.

## Werke (Auswahl)

### Bauten
- Clevertorbrücke[19]
- Anatomiegebäude
- Stückgießerei am Steintor in Hannover[19]
- Stückgießerei in Stockholm[15]

### Schriften
- Über militärische Encyclopädie für verschiedene Stände, und deren Grundriß zu seinen künftigen Vorlesungen darüber.  Nebst vorläufiger Anzeige seiner übrigen Lehrstunden. Dieterich, Göttingen 1791; Digitalisat der Niedersächsischen Staats- und Universitätsbibliothek Göttingen (SUB)
- Beschreibung eines neuen, vorzüglich gemeinnützigen und bequemen Werkzeugs zum Nivelliren oder Wasserwägen. Mit einer Kupfertafel. Nebst Anzeige seiner nächsten Vorlesungen. Johann Christian Dieterich, Göttingen 1792; Digitalisat über die Universitäts- und Landesbibliothek Sachsen-Anhalt
- Analytisch-praktische Abhandlung über die Verzeichnung großer gedruckter Bogen in vorzüglicher Hinsicht auf den Brückenbau. Nebst andern hieher gehörigen Bemerkungen. Mit Drey Kupfertafeln. Göttingen 1792; Digitalisat der (SUB)
- Militärische Encyklopädie oder systematischer und gemeinnütziger Vortrag der sämmtlichen alten und neuen Kriegswissenschaften. Bestimmt zum unterricht angehender Offiziers und Ingenieurs, auch zum Gebrauch für diejenigen außer dem Militärstande, denen dahin gehörige Kenntnisse nöthig und nützlich sind. Johann Christian Dieterich, Göttingen 1796; Digitalisat der Bayerischen Staatsbibliothek
- Die Feldbefestigungskunst, der Festungskrieg und die Taktik. Göttingen 1796.
- Die Geschützwissenschaft, Lehre von den Minen und Festungsbaukunst. Göttingen 1796.
- Praktische Abhandlung vom Nivelliren, oder Wasserwägen in besonderer Hinsicht auf das zweckmäßigste Verfahren, das Resultat einer Abwägung untrüglich zu bestimmen verbunden mit der Anweisung zur Verfertigung der Berg- und Moorprofile. Nebst Beschreibung einer neuen Wasserwage und mehreren hieher gehörigen Bemerkungen. Mit VI zum Theil illuminirten Kupfertafeln. Vandenhoeck & Ruprecht, Göttingen 1799. Digitalisat der Staats- und Universitätsbibliothek Dresden

## Archivalien
Archivalien von und über Gotthard Christoph Müller finden sich beispielsweise
- - im Stadtarchiv Hannover: Bauzeichnungen im Aktenbestand Lyceum, Vauxhall, Archivsignatur X N 7[11]
  - im Niedersächsischen Landesarchiv (Standort Hannover): teils aquarellierte Federzeichnungen zum Anatomiegebäude, Signatur Hann 93. 44 - Hann Nr. 30, vol. III, Bl. 282[17]